# Ethel Lina White
Ethel Lina White (* 2. April 1876 in Abergavenny, Wales; † 13. August 1944 in London-Chiswick) war eine britische Autorin von Kurzgeschichten und Kriminalromanen. In Deutschland bekannt geworden sind vor allem die auf ihren Romanen basierenden Filme von Alfred Hitchcock und Robert Siodmak.

## Leben
Ethel Lina White wurde als Tochter des Baumeisters und Erfinders William White und dessen zweiter Frau Charlotte Eliza geboren. Ihre Kindheit verbrachte sie im vom Vater gebauten Haus Fairlea Grange, dessen Interieur später Elemente ihres Romans Some Must Watch prägte. Schon als Kind schrieb sie Texte und Gedichte für Kinderzeitschriften. Später schrieb sie Kurzgeschichten, bevor sie ihre ersten Romane veröffentlichte.
Nach dem Ende des Ersten Weltkriegs zog sie nach London, wo sie in der Sozialversicherungsverwaltung arbeitete. Später gab sie diese Tätigkeit zugunsten des Schreibens auf. Nach drei Unterhaltungsromanen begann sie, Kriminalromane zu schreiben, mit denen sie zu einer der populärsten Krimiautorinnen ihrer Zeit wurde. Insbesondere Some Must Watch (später unter dem Titel The Spiral Staircase) und The Wheel Spins (später unter dem Titel The Wheel Spins and the Lady Vanishes) wurden populär, nicht zuletzt durch ihre prominenten Verfilmungen.

## Werke
- The Wish-Bone, 1927
- Twill Soon Be Dark, 1929
- The Eternal Journey, 1930
- Put Out the Light, 1931
- Fear Stalks the Village, 1932
- Some Must Watch, 1933 (später als The Spiral Staircase, dt. Helen oder die Wendeltreppe, Zürich 1988, ISBN 3-257-21640-8)
- Wax, 1935 (dt. Panoptikum, Leipzig 1938, und Die Nacht im Kabinett der Wachsfiguren, München 1978, zuletzt unter ISBN 3-453-08886-7)
- The First Time He Died, 1935 (dt. Als er zum ersten Mal starb, Leipzig 1939)
- The Wheel Spins, 1936 (später als The Wheel Spins and the Lady Vanishes; dt. Eine Dame verschwindet, München 1975, zuletzt unter ISBN 3-453-08220-6)
- The Third Eye, 1937
- The Elephant Never Forgets, 1937
- Step in the Dark, 1938
- While She Sleeps, 1940
- She Faded into Air, 1941
- Midnight House, 1942
- The Man Who Loved Lions, 1943
- They See in Darkness, 1944

## Verfilmungen
- 1938: Eine Dame verschwindet (The Lady Vanishes) – Regie: Alfred Hitchcock – nach dem Roman The Wheel Spins
- 1945: Der Tod wohnt nebenan (The Unseen) – Regie: Lewis Allen – nach dem Roman Midnight House
- 1946: Die Wendeltreppe (The Spiral Staircase) – Regie: Robert Siodmak – nach dem Roman Some Must Watch
- 1975: Das Geheimnis der Wendeltreppe (The Spiral Staircase) – Regie: Peter Collinson – nach dem Roman Some Must Watch
- 1979: Tödliche Botschaft (The Lady Vanishes) – Regie: Anthony Page – nach dem Roman The Wheel Spins
- 2000: Stummer Schrei (The Spiral Staircase) – Regie: James Heads – nach dem Roman Some Must Watch